# معلم مليتا للسياحة الجهادية

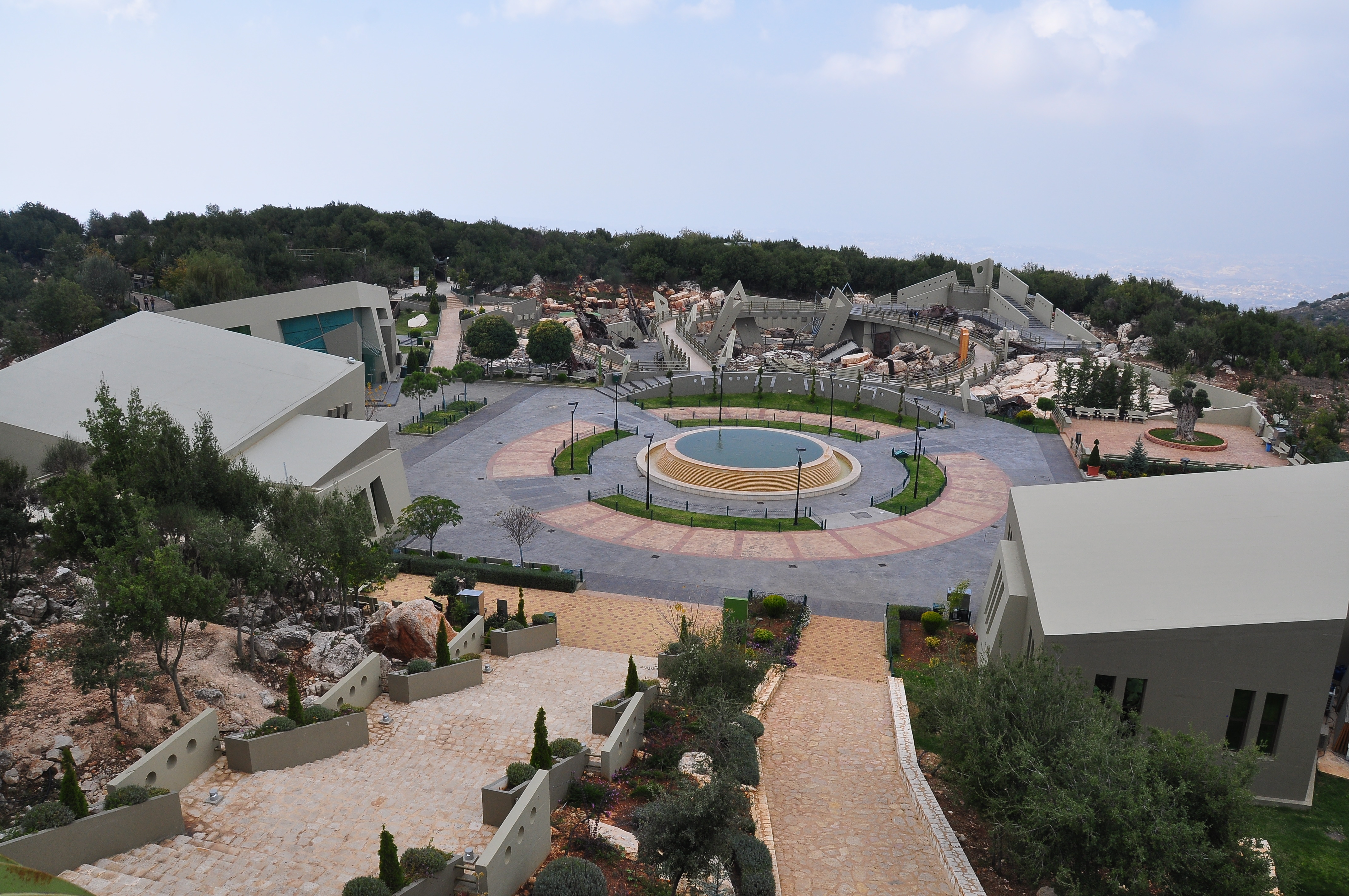
معلم مليتا للسياحة الجهادية، لبنان

معلم مليتا للسياحة الجهادية هو معلم سياحي للعمل المسلح في لبنان ويتضمن مسرحا حربيا على مساحة مفتوحة تغطي موقع مليتا العسكري السابق. وحسب ما جاء من بعض المشرفين على التنفيذ للمتحف فأنه أول متحف من نوعه حيث يحكي ذاكرة مرحلة لا تزال مستمرة من تاريخ لبنان. وهو متحف فوق الأرض وتحتها ويهدف إلى إلقاء الضوء على تجربة العمل المسلح في لبنان ضد الاحتلال الإسرائيلي.
موقع مليتا العسكري وهو أحد القواعد العسكرية السابقة للعمل المسلح في لبنان (الجناح العسكري لحزب الله). ويقع جبل مليتا فوق بلدة جرجوع على ارتفاع 1100م عن سطح البحر (عقارياً: جزء منه جرجوع وجزء في اللويزة). تشرف هذه المنطقة على مساحات واسعة من الجنوب اللبناني وتتميز بعد وجود جبال تحجب رؤيتها من الجهتين الجنوبية والغربية وهذا ما ساعد كثيراً في التفوق على الكيان الإسرائيلي الغاصب. حتى 25 أيار 2000 كان موقع مليتا العسكري موقعاً متقدماً للمسلحين في مواجهة عدد من أكثر مواقع الاحتلال تحصيناً، كبئر كلّاب وسُجُد وكسّارة العروش وتومات نيحا. وبينها وبين الاحتلال، منطقة كمائن دائمة ]
لعبت هذه القاعدة دوراً بارزاً في مقاومة جيش الاحتلال الإسرائيلي. ونظراً لأهميتها التاريخية افتتح حزب الله متحفا عسكريا مفتوحا تحت اسم معلم مليتا للسياحة
..
سنة 2000 أقدم أحد طلاب الهندسة المعمارية في لبنان من الجامعة اللبنانية على طرح فكرة إنشاء معلم سياحي ثقافي مقاوم تحت اسم: «المَجمَع الفكري الثقافي المقاوم» في إقليم التفاح في جنوب لبنان، وذلك لأن الإنسان يرغب دوماً باستذكار صانعي المجد والعزة وكان لا بد للبنان من إنشاء مجمع فكري يُبقي صورة المقاومة والشهداء دوما في ذاكرة اللبنانيين خصوصاً والعالم أجمع.
كان وبفترة سابقة قد تم طرح الفكرة كمسودة سنة 1999، قبل التحرير والانتصار، مما جعل لجنة الحكم في الجامعة في موقع حرج بعض الشيء إزاء ما قد تم طرحه، وتجرّأ أحد الحكام بالقول: أنت تحلم ! ولكن الحلم صار حقيقة، إذ تم الانتصار بعد تقديم المشروع، وبقيت الفكرة حبراً على ورق، فعرضها صاحبها على المسؤولين في المقاومة الإسلامية فأعجبت القائد العظيم الحاج رضوان وكان له النية والعزم على تشييدها، إلا أن الظروف قد حالت دون ذلك.. ولكن مع مرور الزمن وانتهاء حرب تموز بانتصار إلهي عظيم صارت الفكرة مشيدة واقعاً سنة 2010 وفاجأت الجميع وحتى دون علم مصممها أو من كان على علم بها من مسؤولي المقاومة !!!!
على كل.. هو مشروع «مشيد» قد تم بناؤه على أساس فكرة عملاقة جرى تباحثها سنة 2000 (قبل التحرير) وكان اسمه المجمع الفكري الثقافي المقاوم وهو يدعو الناس إلى استذكار الشهداء وترسيخ منطق المقاومة وهو بالأساس للحفاظ على النصر وليس للتباهي بالنصر، ولم تكن الفكرة ذات نية اقتصادية أو معنوية إنما هي فقط لجعل الشهداء خالدين في أذهان الناس بعد أن خلّدهم التاريخ وركع احتراماً لهم المجد والعزة. ويقول مسؤولوه أن لديه هدفا واحداً هو توجيه النفوس إلى فلسطين وإلى القدس الأسير وأن ليس لديه أي هدف مالي أو اقتصادي..
ونظرا للمفاجأة الكبيرة التي فاجأت الجميع، فإن كثيرا من المهندسين ومجموعة من دكاترة كلية الفنون في الجامعة اللبنانية قد أبدوا استغرابهم حول ما جرى من تنفيذ مفاجئ لمشروع يكاد يتطابق مع ما قرأوه في مكتبة الجامعة سنة 2000 ! وحتى دون علم نقيب المهندسين في ذلك، مما أحرج بعض الشخصيات التي واكبت التنفيذ. إلا أن بعد جهد كبير والتلطي وراء عناوين كثيرة أخاذة ومدوية، وبمساعدة عدد ليس بقليل من المهندسين والمشرفين والمنفذين فقد أصبح المشروع معلما سياحيا يستقبل زواره في الجنوب اللبناني الذي لا طالما كان منارة وضاءة للجهاد والمقاومة وكان طاهرا مرويا بدماء الشهداء و تكلل سنة 2000 بالنصر الموعود والعزة الإلهية الخالدة.
تم افتتاحه باحتفالات الذكرى العاشرة لتحرير الجنوب اللبناني (عيد المقاومة والتحرير).
يتشكل معلم مليتا من مساحة 60,000 مترا مربعا من الحدائق والأحراج وأخرى 4,500 مترا مربعا من المساحات المبنية، عمل عليها على مدى 150,000 ساعة عمل، أكثر من 50 مهندسا من مختلف الاختصاصات و 90 موردا للمواد و 40 مختصا، شكّلوا فريق عمل فاعل من مختلف المناطق اللبنانية حمل هم المشروع بشكل متواصل طوال العامين الماضيين.

## شعار المعلم
يتخذ معلم مليتا السياحي شعار «حكاية الأرض للسماء». وتم تجسيد ذلك في الشعار المرسوم. وفكرة شعار مليتا كالمعلم السياحي عن المقاومة هي نوع العلاقة بين الأرض والسماء. وقد تم التعبير عن الفكرة بطريقة عفوية واثقة، قوية، ونابضة بالحياة عن طريق مزج الرسم بالحرف.
تتوسط الشعار كلمة مليتا بين نقطتيها السفلى (رمزية الأرض)، ونقطتيها العليا (رمزية السماء). والتي اختير لها هذه المرة طائر الباشق الباز الصغير الجارح أحمر اللون. طائر صعب واثق لا يهدأ، ولا يعرف الهزيمة ولا التراجع. لحمه مر لا يؤكل تماما كثمر شجر البلوط الذي بدت معالم خطوطه في حروفية الفنان المصمم مسعود نجابتي؛ خطوط منحنية تصاعدية بالحرف العربي واللاتيني، ولو بدا نوع ما شعاراً مكتوب بريشة أو يتراءى كنوع من الخرطشة، إلا أنه يُعبر عن الجبال والعلو، وألوان ترابية (الأخضر والبني) تعكس ألوان الحياة والأرض، وتكرس كون مليتا: حكاية الأرض للسماء.

## تاريخ المعلم
للمرّة الأولى، يفتح حزب الله أحد مواقع المقاومة أمام الزوار. وضع الحزب الأمر في خانة حفظ جزء من تاريخ المقاومة (بالإمكان الرجوع إلى الأطروحة في الجامعة اللبنانية في كلية الفنون). في مليتا، يمكن الزائر أن يعيش لحظات من حياة المقاومين، ومعاينة جزء من العتاد الذي استخدموه، بينها أسلحة كانت حتى يوم أمس ضمن أسرار المقاومة وطبعاً هدف تشييد المشروع هو إظهار حقيقة شظف الحياة العسكرية ووعورة الأرض وخشونة العيش في قمم جبال إقليم التفاح حيث كان المقاومون يتشوقون دوماً لعيشه والتمتع بمناظر الجنوب الخلابة ورويه من دمائهم الطاهرة.
المشروع مشروح عنه في فكرة (المجمع الفكري الثقافي المقاوم) وقد نال قسماً كبيرا من الشرح لأهدافه وتوجهاته وكل بناء فيه له دلالة فلسفية ومعمارية معينة.
يقال لها تلّة. لكنّ مليتا، في الواقع، رأس جبل مرتفع. ولشدة ارتفاعه، تنبسط هضاب الجنوب وأوديته من أمامه، لتتخذ شكل السهل. و«السهل» متصل بفلسطين التي تُرى عند خط الأفق جنوباً. أما غرباً، فلا يحدّه إلا البحر. تبدو التلة رأس إقليم التفاح، حيث تتصل النبطية بجزين.
ومن يعرف المقاومة في الجنوب يعرف مليتا. فحتى 25 أيار 2000، كانت موقعاً متقدماً للمقاومين في مواجهة عدد من أكثر مواقع الاحتلال تحصيناً، كبئر كلّاب وسُجُد وكسّارة العروش وتومات نيحا. وبينها وبين الاحتلال، منطقة كمائن دائمة.
وفي مليتا، افتتح حزب الله أمس «معلماً سياحياً»، هو الأول من نوعه في لبنان ولو كان مسرحياً. قبل التحرير، يقول أحد المقاومين الذين شاركوا في افتتاح معلم مليتا السياحي أمس، «كان الوصول إلى هنا يعدّ شرفاً لنا. هي منطقة مواجهة شبه يومية. ومن يخدم هنا، يسهل عليه العمل في أي مكان آخر. فالمنطقة جبلية وعرة. وفي الشتاء، يتساقط الثلج علينا. وبعد ذوبانه، يستمر الصقيع لأسابيع طويلة». يضيف رفيق له: «لم يكن ثمة طريق إلى هذه المنطقة كما هي الحال اليوم. كنا نسير متخفّين في «الوعْر»، حاملين أمتعتنا وأسلحتنا ومؤننا إلى هذه النقطة». وهل سقط في هذه المنطقة شهداء؟ يجيب الشاب مشيراً إلى رفيقه: «شقيقه استشهد هنا. ويمكنك القول إن كل شجرة سقط تحتها شهيد».
المعلم السياحي الذي افتتح أمس، تزيد مساحته على 60 ألف متر مربع، ويتمحور حول الموقع العسكري السابق للمقاومة، مضافةً إليه مبانٍ جديدة. وهذه المباني التي توحي هندستها بملامح عسكرية، لا تظهر تنافراً مع طبيعة المكان.
وسط الموقع، أنشئت «الهاوية». (المجمع الفكري الثقافي قد رسمها بشكل نجمة سداسية تعبيراً عن ظلم بني صهيون) وهي حفرة كبيرة وضعت فيها أسلحة ومعدات إسرائيلية معظمها مهشّم. وفي الجزء الأكبر من الموقع، يسير الزائر في طريق المقاومين. المسلك تغطيه أشجار الحرج. وعلى جانبيه، تتوزع أسلحة وصواريخ كاتيوشا و«فجر» و«رعد»، وراجمات «غراد»، ومدافع هاون من مختلف الأعيرة. هنا دشمة قرب مجسّم لمقاومين يسعفون رفيقاً لهم. وهناك مكان للصلاة، يُبث فيه تسجيل بصوت السيد الشهيد عباس الموسوي، الأمين العام السابق لحزب الله. وأمام كل بقعة، لافتة تشرح بالعربية والإنكليزية ما يشاهده الزائر، وتحدّد أنواع الصواريخ والأسلحة المعروضة، مع مواصفاتها والمدى الذي تبلغه.
الطريق يوصل إلى مغارة كانت هي الموقع الحقيقي للمقاومين. حفروها على مدى 3 سنوات. وبحسب ما يشير المنظمون، فإن نحو ألف مقاوم تناوبوا على حفرها. في المغارة غرف للمنامة، و«غرفة عمليات»، ومؤن وأسلحة وذخائر. ولها مخرج عبر نفق يؤدي إلى شرفة أضيفت إلى الموقع، لتطل على الجنوب كله. ومن هناك، سلم طويل يؤدي إلى باحة عرضت فيها المقاومة أسلحة مضادة للدروع، وبينها صواريخ تاو وفاغوت وقاذفات «بي 29» مع ذخائرها. لكن أبرز ما عُرِض في الموقع، هو قاذفات «كورنيت»، السلاح الأكثر فعالية في مواجهة الدبابات الإسرائيلية. وفي «تقاليد» حزب الله، يُعد الكشف عن وجود سلاح من هذا النوع إشارة إلى أن المخزون المتوافر منه بات كبيراً جداً، وأن ثمة أنواعاً أكثر تطوراً صارت في حوزة المقاومين.
أحد المباني خصّص لمعرض يضم معدات عسكرية، إضافة إلى عرض فيديو يحكي جزءاً من قصة المقاومة. لكن أبرز ما فيه هو خريطة فلسطين، مع بنك الأهداف الإسرائيلية التي تدخل في مدى صواريخ المقاومة، من كريات شمونة إلى «مستوطنة ديمونا»، مروراً بمطار بن غوريون.
المشروع لم يكتمل بعد. وخلال العامين المقبلين، ستضاف إليه منشآت عديدة، أبرزها «تلفريك» يصل مليتا بتلّة سُجُد .

## مكونات المعلم

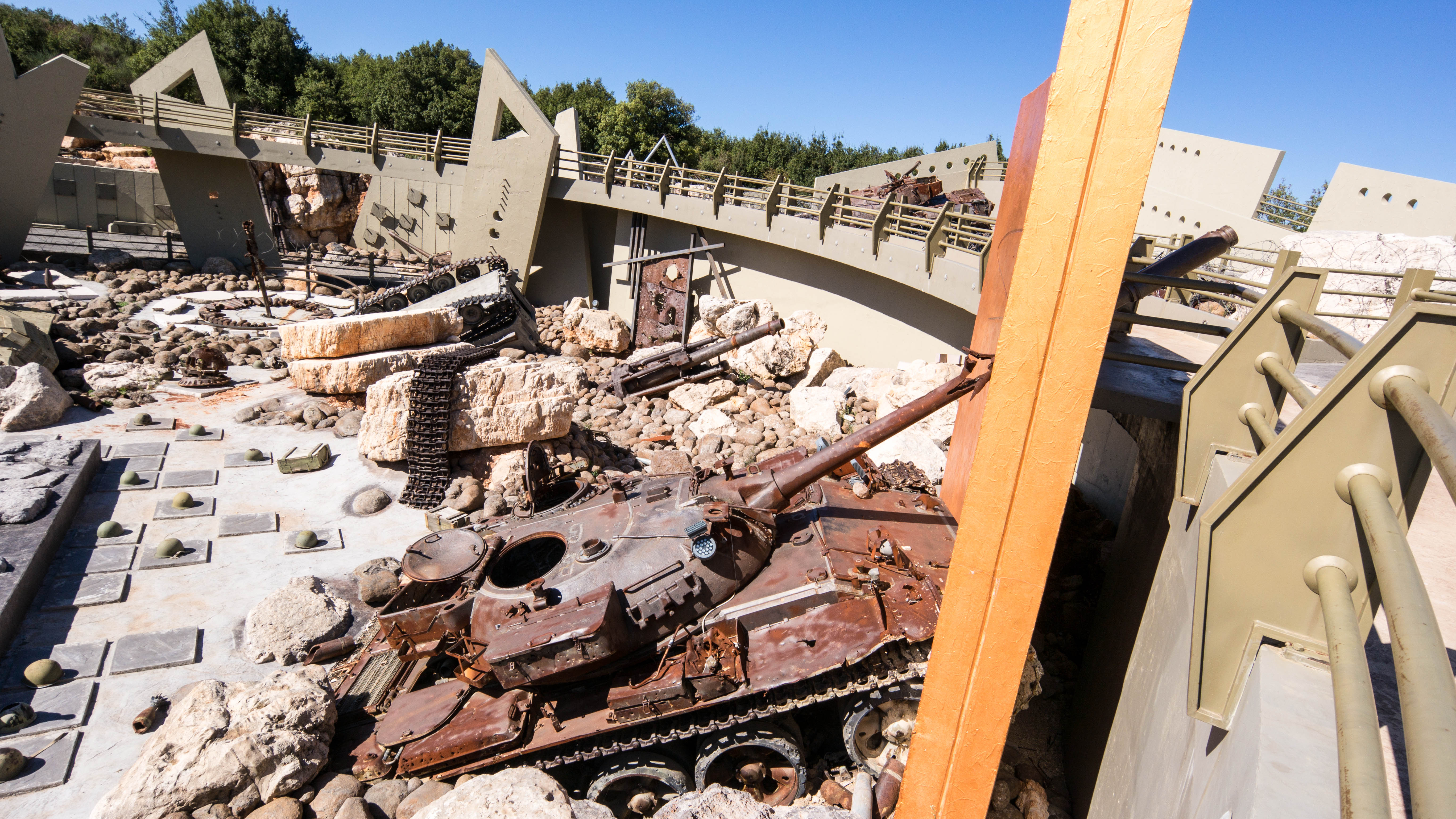
دبابة مدمرة تابعة لجيش لبنان الجنوبي في المعرض الرئيسي في متحف مليتا التابع لحزب الله في لبنان.

- الكافيتيريا: تتسع لـ180 زائرا في الداخل وحوالي 750 زائرا على تراساته المطلة على مليتا والجوار.
- مواقف السيارات: تتسع لـ 200 سيارة و 20 باص.
- مدخل المشروع: ويضم بالإضافة إلى البوابة الرئيسية، حجرات لقطع التذاكر.
- تذكار مليتا: زاوية مخصصة لبيع التذكارات والهدايا المتعلقة بالمقاومة.
- المصلّى: يتسع لحوالي 250 مصلي مزود بمداخل مستقلة للأخوة والأخوات، مع قسم خاص بالوضوء.
- الإدارة العامة: تضم المكاتب الإدارية في المشروع، وصالون استقبال الضيوف.
- الساحة العامة: الموزع الأساسي في المشروع والتجمع الرئيسي للزائرين.
- القاعة: مساحة متعددة الاستعمالات، تستخدم بشكل رئيسي في عرض الأفلام الخاصة بالمقاومة.
- المعرض: حوالي 350 مترا مربعا لعرض غنائم الحرب أو العتاد العسكري، أو المواد العينية والفنية المختلفة.
- الهاوية: عمل مشهديّ تركيبيّ على مساحة تزيد عن 3000 مترا مربعا، يجسّد هزيمة إسرائيل، تم تشكيله من بعض مدرّعات وآليّات وأسلحة جيش العدو الإسرائيلي وجيش العملاء، التي غنمتها المقاومة بدءً من العام 1982 وحتى حرب تموز/يوليو 2006.
- المسار: منطقة حرجية وعرة، تموضع فيها آلاف المجاهدين خلال سنوات الاحتلال، وانطلقوا منها لتنفيذ مئات العمليات الجهادية المختلفة ضد مواقع العدو المقابلة، وفي داخل الشريط الأمني المحتل. يستعرض المسار مشاهد للوضعيات القتالية المختلفة للمقاومين في طريق منحدر طوله حوالي 250 متر. يحتوي المسار على المشاهد التالية:
- دشمة السيّد عباس (رضوان اللـ. عليه): في هذه الدشمة العسكرية، لطالما تواجد الأمين العام السابق لحزب الله، السيد عباس الموسوي (رض)، فصلّى وقرأ الدعاء، والتقى المقاومين واحتضنهم وشدّ من أزرهم.
- الدعم: مهمة لوجستية نقل خلالها المقاومون مختلف أنواع العتاد والتموين، من النقاط الخلفية إلى النقاط العسكرية المتقدمة.
- الإنشاءات: مهمة لوجستيّة نفّذ خلالها المقاومون أعمال الحفر والتدشيم، وإنشاء التحصينات اللازمة، للاحتماء من القصف المعادي.
- القوّة الصاروخية: وحدة عسكرية مسؤولة عن صواريخ أرض- أرض، قصيرة، ومتوسطة، وبعيدة المدى، هدفها ردع العدو عن استهداف المدنيين، والبنى التحتية اللبنانية.
- الإسعاف الحربي: مهمته التطبيب والإخلاء الميداني لجرحى المقاومة أثناء العمليات العسكرية، وينفذها مسعفون متخصصون.
- الاستشهاديّون: وحدة عسكرية مرتبطة مباشرة بالقيادة العليا للمقاومة، تضم المئات من المقاومين المدرّبين والمجهزّين للتضحية بأنفسهم.
- المغارة: إحدى النقاط التي أنشأتها المقاومة في الجبال المقابلة للمواقع الإسرائيلية. تناوب على حفرها وتدعيمها على مدى ثلاث سنوات، أكثر من ألف مقاوم. وبلغ عمقها حوالي 200 متر، وتضم غرف المعيشة والاستراحة والعمليات الميدانية التي كانت تستخدمها المقاومة طوال فترات المواجهات.
- النفق: مخرج احتياطي للمغارة يستعرض نماذج من أدوات الحفر التي تم استخدامها.
- المطل: مساحة مستحدثة تطل على قرى الإقليم، الزهراني، صيدا وصور. والتي حررتها المقاومة عام 1985.
- خط النار: استعراض جزئي لأسلحة المقاومة على طريق صاعد بطول 200، يظهر كيف طوّرت المقاومة منذ العام 1982 بنيتها العسكريّة ومزجت بين أساليب القتال الكلاسيكية والغواريّة (غير النظاميّة) وبين تقنيات القتال القديمة والحديثة، مستخدمةً إياها بمهارة فائقة على صعيد التكتيك والمناورة. يحتوي خط النار على المشاهد التالية:
- المرابطة والحراسة: مهمة عسكرية وقائية، تهدف إلى حراسة مواقع المقاومة، وقرى التماس من تسلل العدو إليها، نفذها عشرات الآلاف من المقاومين بشكل متواصل طوال سنوات الاحتلال، وعلى مدار السنة، وفي الليل والنهار.
- الإسناد الناري: سلاح المدفعية لدى المقاومة.
- القوّة الخاصة: إحدى الوحدات الخاصة في سلاح المشاة عالية الجهوزية والتدريب.
- الدشمة القديمة: في العام 1984، أنشأ مقاومون هذه الدشمة العسكرية البدائيّة، وهي لا تزال على حالها منذ ذلك التاريخ.
- سلاح ضد الدروع: وحدة عسكرية مسؤولة عن الأسلحة والصواريخ الموجّهة ضد الأهداف المدرّعة.
- سلاح الهندسة: وحدة عسكرية مسؤولة عن تصنيع وزرع العبوات الناسفة ضد آليات ومشاة العدو.
- سلاح الإشارة: وحدة عسكرية مسؤولة عن إدارة المعلومات والاتصالات الداعمة لمنظومة التحكّم والسيطرة.
- الرصد والاستطلاع: مهمة استخبارية عسكرية تهدف إلى مراقبة وتوثيق ودراسة جميع إجراءات وتحركات العدو.
- دشمة «سُجُد»: في العام 1987 أنشأ المقاومون هذه الدشمة، لاستخدامها في رصد ورماية موقع سجد المعادي، وطوال سنوات الاحتلال، وعلى الرغم من مئات المحاولات، لم يتمكن العدو من كشفها أو تدميرها.
- الدفاع الجوي: وحدة عسكرية مهمتها التصدي للطائرات الحربية، والمروحيّة، والتجسسيّة المعادية، بالرشاشات، والمدافع، والصواريخ المضادة للطائرات.
- ميدان التحرير: مساحة للتجمع والاستراحة في نهاية رحلة العرض.
- التلة: مساحة مستحدثة ترمز للشهداء، على أعلى قمة في مليتا، وتطل على الكثير من المواقع الإسرائيلية السابقة.
- البئر: استخدم المقاومون مياه هذا البئر لسنوات طويلة، على الرغم من أنها كانت توحل لأشهر عدة بفعل تدفق السيول والأتربة إليها.

## معرض صور

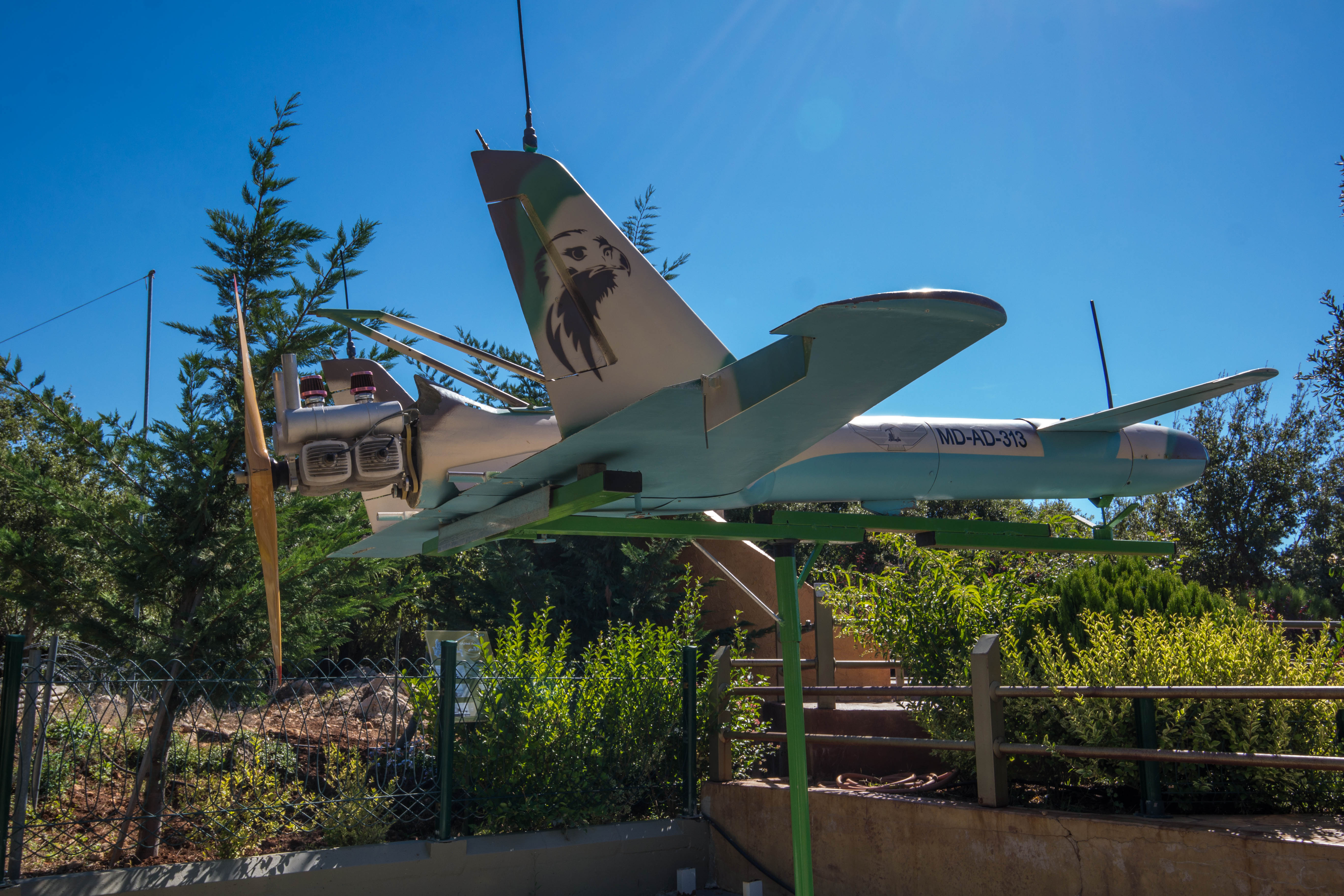
أبابيل؛ طائرة بدون طيار لحزب الله
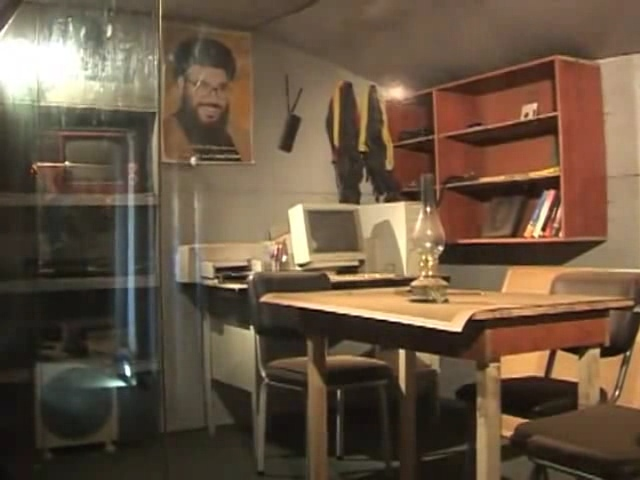
غرفة محصنة تحت الأرض
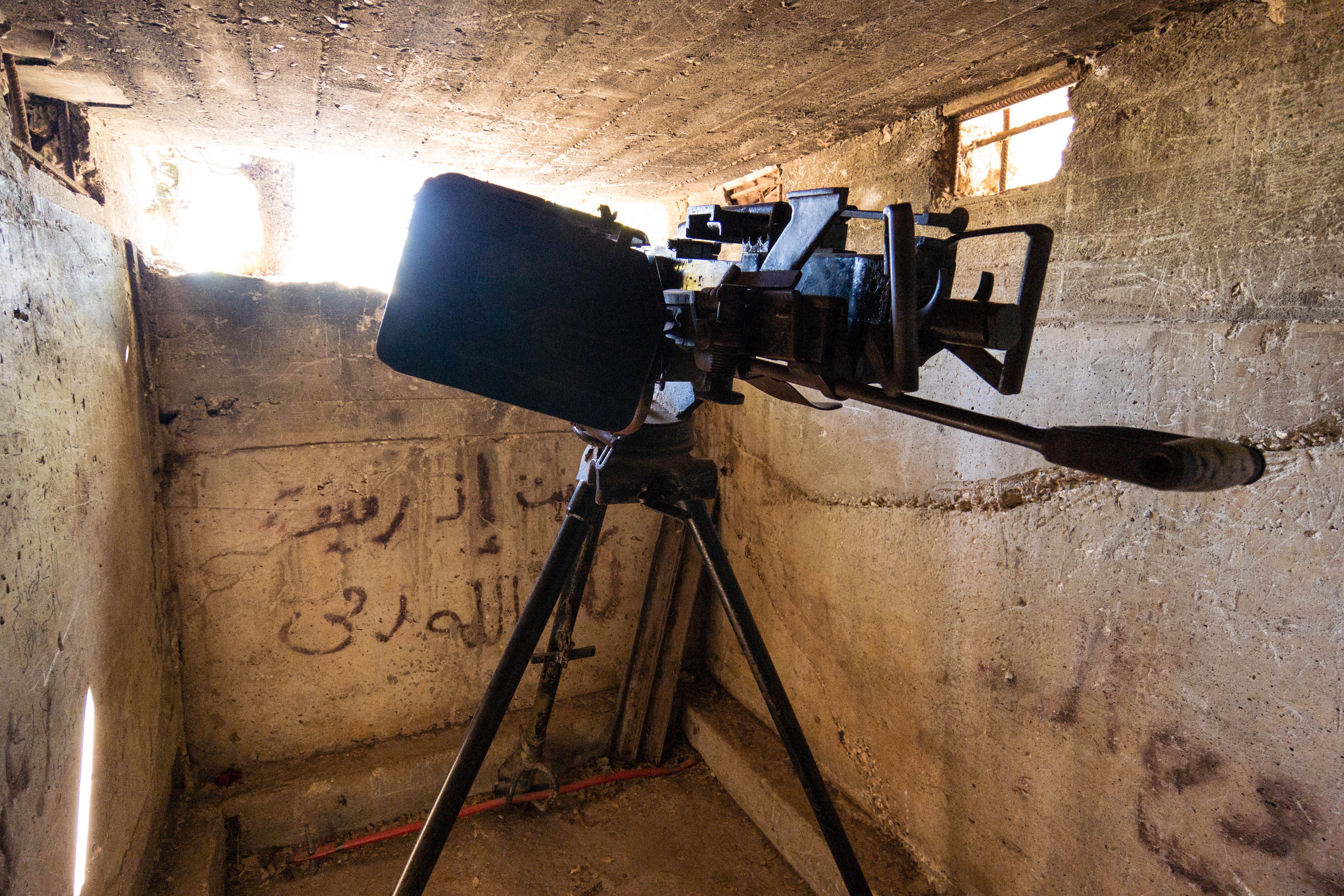
رشاش دوشكا الثقيل المضاد للطائرات في غرفة محصنة تحت الأرض
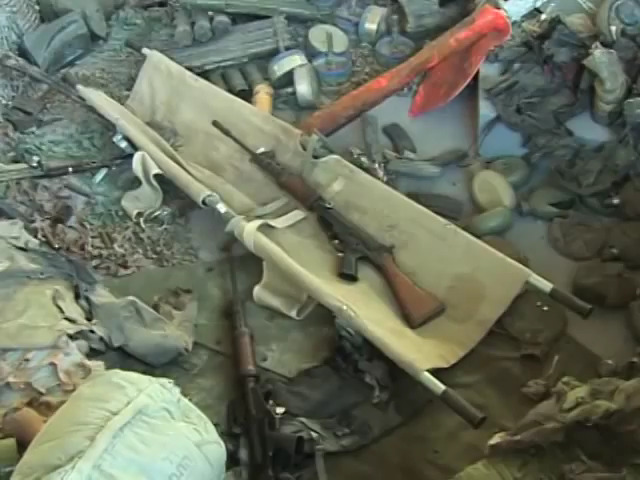
بندقية إف إن فال، يقال بأنها أخذت من الجيش الإسرائيلي في ثمانينيات أو تسعينيات القرن العشرين
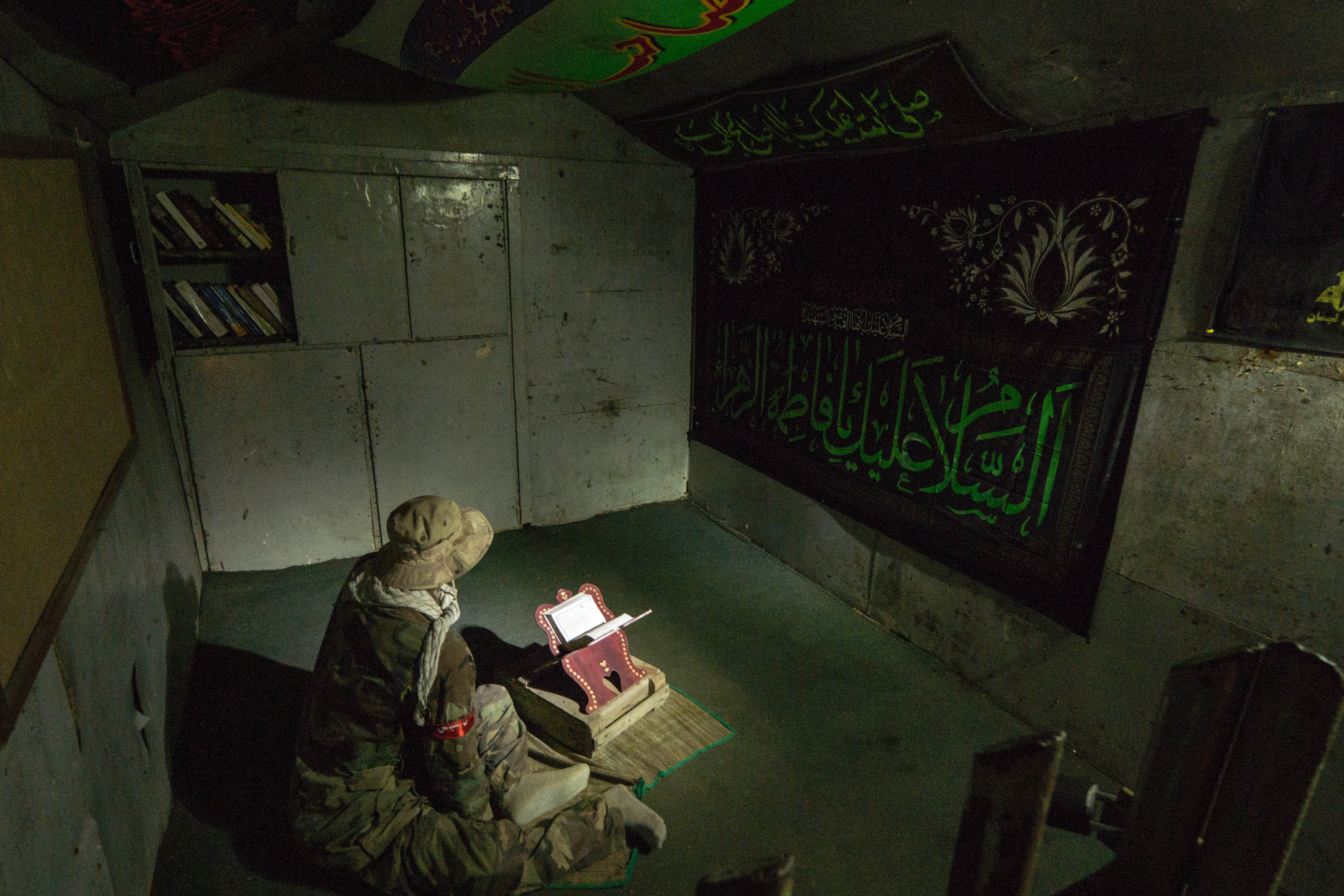
تمثال لمقاتل من حزب الله في غرفة محصنة تحت الأرض
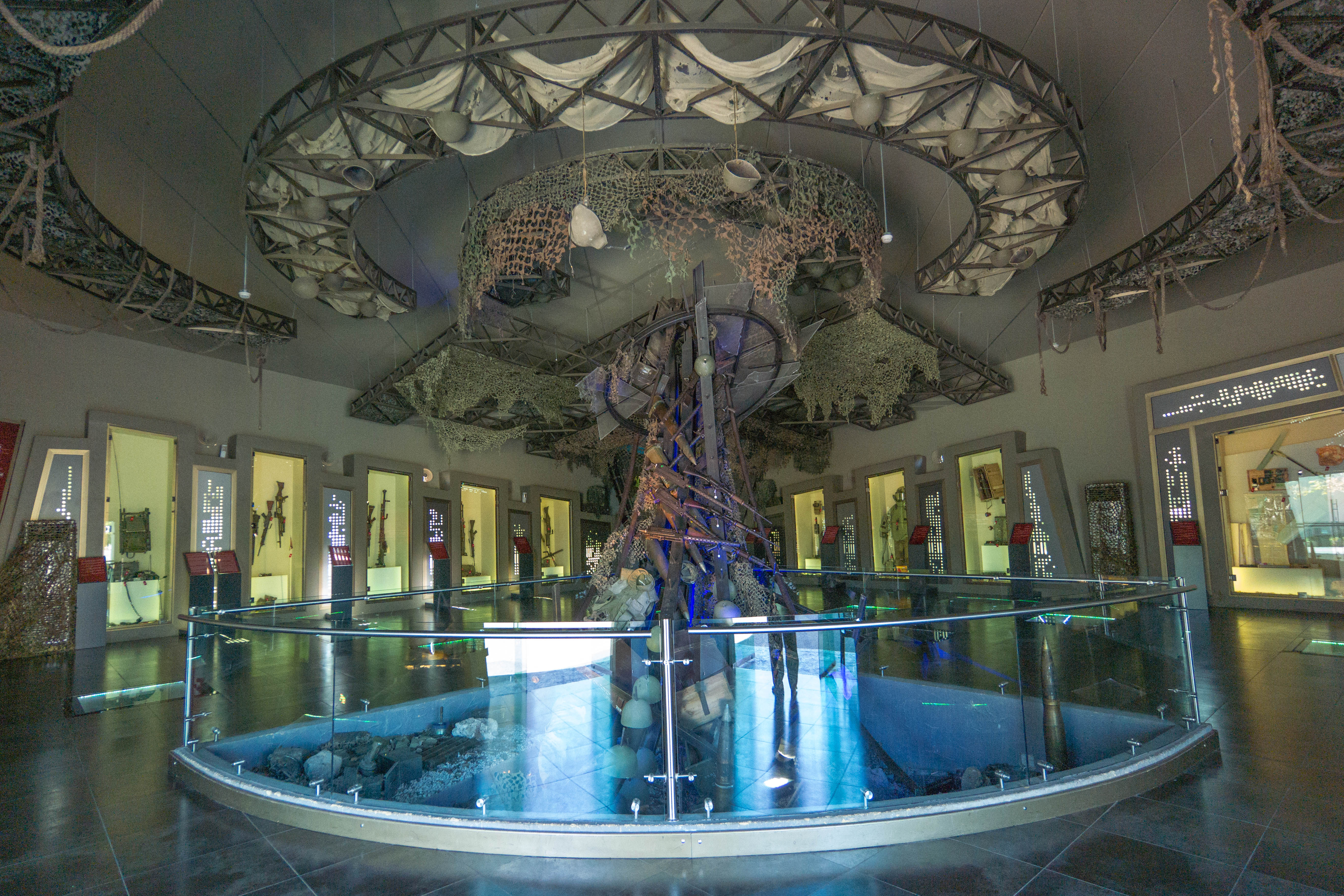
من داخل المعلم